# 2022–2023-as Formula–E világbajnokság
A 2022–2023-as Formula–E világbajnokság az elektromos formulaautós szériának kilencedik szezonja volt, egyben a harmadik világbajnokságként. Az egyéni bajnokságban Stoffel Vandoorne, míg a csapatok között a már távozott Mercedes-Benz EQ Formula E Team érkezik címvédőként.
Az egyéni világbajnoki címet a brit Jake Dennis szerezte meg, míg a konstruktőri címet az Envision Racing csapata hódította el.

## Csapatok és versenyzők
| Csapat                           | Gyártó                | Rajtszám | Versenyzők             | Forduló    |
| -------------------------------- | --------------------- | -------- | ---------------------- | ---------- |
| DS Penske                        | DS E-Tense FE23       | 1        | Stoffel Vandoorne      | összes     |
| DS Penske                        | DS E-Tense FE23       | 25       | Jean-Éric Vergne       | összes     |
| NIO 333 FE Team                  | NIO333 ER9            | 3        | Sérgio Sette Câmara    | összes     |
| NIO 333 FE Team                  | NIO333 ER9            | 33       | Dan Ticktum            | összes     |
| ABT Cupra Team                   | Mahindra M9Electro    | 4        | Robin Frijns           | 1, 6–16    |
| ABT Cupra Team                   | Mahindra M9Electro    | 4        | Kelvin van der Linde   | 2–5        |
| ABT Cupra Team                   | Mahindra M9Electro    | 51       | Nico Müller            | összes     |
| Neom McLaren Formula E Team      | Nissan e-4ORCE 04     | 5        | Jake Hughes            | összes     |
| Neom McLaren Formula E Team      | Nissan e-4ORCE 04     | 58       | René Rast              | összes     |
| Maserati MSG Racing              | Maserati Tipo Folgore | 7        | Maximilian Günther     | összes     |
| Maserati MSG Racing              | Maserati Tipo Folgore | 48       | Edoardo Mortara        | összes     |
| Mahindra Racing                  | Mahindra M9Electro    | 8        | Oliver Rowland         | 1–9        |
| Mahindra Racing                  | Mahindra M9Electro    | 8        | Roberto Merhi          | 10–16      |
| Mahindra Racing                  | Mahindra M9Electro    | 11       | Lucas di Grassi        | összes     |
| Jaguar TCS Racing                | Jaguar I-Type 6       | 9        | Mitch Evans            | összes     |
| Jaguar TCS Racing                | Jaguar I-Type 6       | 10       | Sam Bird               | összes     |
| TAG Heuer Porsche Formula E Team | Porsche 99X Electric[ | 13       | António Félix da Costa | összes     |
| TAG Heuer Porsche Formula E Team | Porsche 99X Electric[ | 94       | Pascal Wehrlein        | összes     |
| Envision Racing                  | Jaguar I-Type 6       | 16       | Sébastien Buemi        | összes     |
| Envision Racing                  | Jaguar I-Type 6       | 37       | Nick Cassidy           | összes     |
| Nissan Formula E Team            | Nissan e-4ORCE 04     | 17       | Norman Nato            | összes     |
| Nissan Formula E Team            | Nissan e-4ORCE 04     | 23       | Sacha Fenestraz        | összes     |
| Avalanche Andretti Formula E     | Porsche 99X Electric  | 27       | Jake Dennis            | összes     |
| Avalanche Andretti Formula E     | Porsche 99X Electric  | 36       | André Lotterer         | 1–9, 12–16 |
| Avalanche Andretti Formula E     | Porsche 99X Electric  | 36       | David Beckmann         | 10–11      |

## Átigazolások

### Csapatváltások
- Stoffel Vandoorne; Mercedes-EQ Formula E Team pilóta → DS Penske pilóta[41]
- Jean-Éric Vergne; Techeetah pilóta → DS Penske pilóta[41]
- António Félix da Costa; Techeetah pilóta → Porsche Formula E Team pilóta[30]
- André Lotterer; Porsche Formula E Team pilóta → Avalanche Andretti Formula E pilóta[39]
- Lucas di Grassi; ROKiT Venturi Racing pilóta → Mahindra Racing pilóta[23]
- Edoardo Mortara; ROKiT Venturi Racing pilóta → Maserati SMG Racing pilóta[42]
- Maximilian Günther; Nissan e.dams pilóta → Maserati SMG Racing pilóta[42]
- Sébastien Buemi; Nissan e.dams pilóta → Envision Racing pilóta[32]
- Robin Frijns; Envision Racing pilóta → Team ABT pilóta[43]
- Sérgio Sette Câmara; Dragon / Penske Autosport pilóta → NIO 333 FE Team pilóta[44]

### Újonc versenyzők
- Sacha Fenestraz; Super Formula, Kondō Racing versenyző → Nissan Formula E Team versenyző[45]
- Jake Hughes, Mercedes-EQ Formula E Team tesztversenyző → Neom McLaren Formula E Team versenyző[46]

### Visszatérő versenyzők
- Norman Nato, Jaguar TCS Racing tesztversenyző → Nissan Formula E Team versenyző[45]
- René Rast; DTM, Team ABT versenyző → Neom McLaren Formula E Team versenyző[47]
- Nico Müller; DTM, Team ABT versenyző → ABT Cupra Team versenyző[43]

### Távozó versenyzők
- Nyck de Vries, Mercedes-EQ Formula E Team versenyző → Formula–1, AlphaTauri versenyző[48]
- Oliver Turvey; NIO 333 FE Team pilóta versenyző → Formula–1, McLaren szimulátorversenyző[49]
- Alexander Sims; Mahindra Racing versenyző → IMSA, Action Express Racing-Cadillac versenyző[50][51]

### Csapatváltozások
- A ROKiT Venturi Racing eddigi formájában megszűnt, és megállapodott az olasz Maseratival a csapat átadásáról, viszont a technikai hátteret továbbra is ők biztosítják.[52]
- A Dragon Racing eddigi formájában megszűnt, és megállapodott a Team Penske-vel a csapatnév átadásáról,[4] valamint a francia DS Automobiles lett az új erőfforás-beszálltójuk.[53]
- A Mercedes-EQ Formula E Team felszereléseit és az indulási jogát eladta az újonc Neom Mclaren Formula E Team-nek és kiszálltak a szériából.[54]
- A DAMS kiszállt és teljesen átadták a gárdát a gyári Nissan-nak.[55][56]
- A Team ABT egy idény kihagyás után visszatért és a Mahindrával írtak alá erőforrás-szállítási szerződést.[57] A Cupra lett az egyik névadó szponzoruk.[58]
- A Techeetah pénzügyi nehézségei miatt kénytelen kihagyni a 2022–2023-as szezont, viszont a háttérben a visszatérésen fognak dolgozni.[59]

### Erőforrásszállító-változások
| Csapat                       | Eddigi erőforrás (2021–22) | Jelenlegi erőforrás |
| ---------------------------- | -------------------------- | ------------------- |
| Envision Racing              | Audi                       | Jaguar              |
| Dragon Racing                | Penske                     | DS                  |
| Avalanche Andretti Formula E | BMW                        | Porsche             |
| ABT Cupra Team               | nincs                      | Mahindra            |

## Szabályváltozások

### Technikai szabályok
- Az eddigi második generációs autók (Gen2) tervezett ideje lejárt és a 2022–2023-as idénytől a korszerűbb és modernebb harmadik generáció (Gen3) debütál a szériában.[60]
- Az elődeihez képest a kasztnit a Spark Racing Technology fejleszti.
- A hivatalos gumibeszállító a Michelin helyett a Hankook lett.[61]

## Versenynaptár
A 2022–2023-as versenynaptár előzetes változatában az alábbi helyszínek kaptak biztos helyet:
| Forduló | ePrix             | Ország                    | Pálya                                | Dátum             |
| ------- | ----------------- | ------------------------- | ------------------------------------ | ----------------- |
| 1       | Mexikóváros ePrix | Mexikó                    | Autódromo Hermanos Rodríguez         | 2023. január 14.  |
| 2       | Rijád ePrix       | Szaúd-Arábia              | Riyadh Street Circuit                | 2023. január 27.  |
| 3       | Rijád ePrix       | Szaúd-Arábia              | Riyadh Street Circuit                | 2023. január 28.  |
| 4       | Haidarábád ePrix  | India                     | Hyderabad Street Circuit             | 2023. február 11. |
| 5       | Fokváros ePrix    | Dél-afrikai Köztársaság   | Cape Town Street Circuit             | 2023. február 25. |
| 6       | São Paulo ePrix   | Brazília                  | São Paulo Street Circuit             | 2023. március 25. |
| 7       | Berlin ePrix      | Németország               | Tempelhof Airport Street Circuit     | 2023. április 22. |
| 8       | Berlin ePrix      | Németország               | Tempelhof Airport Street Circuit     | 2023. április 23. |
| 9       | Monaco ePrix      | Monaco                    | Circuit de Monaco                    | 2023. május 6.    |
| 10      | Jakarta ePrix     | Indonézia                 | Jakarta International e-Prix Circuit | 2023 június 3.    |
| 11      | Jakarta ePrix     | Indonézia                 | Jakarta International e-Prix Circuit | 2023. június 4.   |
| 12      | Portland ePrix    | Amerikai Egyesült Államok | Portland International Raceway       | 2023. június 24.  |
| 13      | Róma ePrix        | Olaszország               | Circuito Cittadino dell'EUR          | 2023. július 15.  |
| 14      | Róma ePrix        | Olaszország               | Circuito Cittadino dell'EUR          | 2023. július 16.  |
| 15      | London ePrix      | Egyesült Királyság        | ExCeL London                         | 2023. július 29.  |
| 16      | London ePrix      | Egyesült Királyság        | ExCeL London                         | 2023. július 30.  |

### Változások
- Haidarábád 2022 januárjában írt alá szándéknyilatkozatot, majd hivatalosan is helyet kaptak a kalendáriumban, így India a 2013-as Formula–1-es nagydíj óta először rendez FIA által felügyelt világbajnoki futamot.[63][64]
- São Paulo egy sikertelen 2017–2018-as szerződés után megállapodott a bajnoksággal egy belvárosi vonalvezetésről és versenyről.[65]
- A Dél-afrikai Köztársaság és Fokváros futama 2022 októberében vált hivatalossá.[66]
- Mexikó első alkalommal szezonnyitó a széria történetében, átvéve a státuszt az eddigi Rijád helyét.
- Berlin három évad után először csak egy futamot bonyolíthat le az eddigi kettő helyett.
- A 2022-ben debütált Jakarta dupla fordulót kapott.
- Marrákes a 2021–2022-es ideiglenes beugrása után nem tér vissza teljes rendezőként.
- A Szöul forduló egy évad után máris kikerült a Jamsil Stadion és területe átépítése miatt.
- New York-ba több év után nem látogat el a széria, ugyanis a verseny helyszínén intenzíven építkezés folyt.[67]
- Az előzetes hírek szerint Párizs egy vadonatújan kialakított pályával tért volna vissza,[68] de nem szerepelt az előzetes menetrendben.
- A több évre szóló megállapodást 2022. június 18-án felbontották Vancouverrel.[69]
- 2022. december 7-én aktiválták a rendes naptárat. A mezőny mégis ellátogat az USA-ba, a Portlandben található épített pályára június 24-én, amelyen az IndyCar is versenyzik.[70] Ezzel együtt a május 20-i időpont betöltetlen maradt és 16 futam lett véglegesítve az eredetileg tervezett 17 helyett.[71]

## Eredmények

### Összefoglaló
| #  | Helyszín    | Pole-pozíció       | Leggyorsabb kör     | Győztes                | Győztes                          | Listavezető     | Előny |
| #  | Helyszín    | Pole-pozíció       | Leggyorsabb kör     | versenyző              | konstruktőr                      | Listavezető     | Előny |
| -- | ----------- | ------------------ | ------------------- | ---------------------- | -------------------------------- | --------------- | ----- |
| 1  | Mexikóváros | Lucas di Grassi    | Jake Dennis         | Jake Dennis            | Avalanche Andretti Formula E     | Jake Dennis     | 8     |
| 2  | Diría       | Sébastien Buemi    | René Rast           | Pascal Wehrlein        | TAG Heuer Porsche Formula E Team | Jake Dennis     | 1     |
| 3  | Diría       | Jake Hughes        | Sam Bird            | Pascal Wehrlein        | TAG Heuer Porsche Formula E Team | Pascal Wehrlein | 6     |
| 4  | Haidarábád  | Mitch Evans        | Nico Müller[a]      | Jean-Éric Vergne       | DS Penske                        | Pascal Wehrlein | 18    |
| 5  | Fokváros    | Sacha Fenestraz    | Jean-Éric Vergne    | António Félix da Costa | TAG Heuer Porsche Formula E Team | Pascal Wehrlein | 18    |
| 6  | São Paulo   | Stoffel Vandoorne  | Sam Bird            | Mitch Evans            | Jaguar TCS Racing                | Pascal Wehrlein | 24    |
| 7  | Berlin      | Sébastien Buemi    | Jake Dennis[b]      | Mitch Evans            | Jaguar TCS Racing                | Pascal Wehrlein | 23    |
| 8  | Berlin      | Robin Frijns       | Sébastien Buemi[c]  | Nick Cassidy           | Envision Racing                  | Pascal Wehrlein | 4     |
| 9  | Monaco      | Jake Hughes        | Jake Dennis         | Nick Cassidy           | Envision Racing                  | Nick Cassidy    | 20    |
| 10 | Jakarta     | Maximilian Günther | Sébastien Buemi[d]  | Pascal Wehrlein        | TAG Heuer Porsche Formula E Team | Nick Cassidy    | 2     |
| 11 | Jakarta     | Maximilian Günther | Jake Dennis         | Maximilian Günther     | Maserati MSG Racing              | Pascal Wehrlein | 1     |
| 12 | Portland    | Jake Dennis        | Mitch Evans         | Nick Cassidy           | Envision Racing                  | Jake Dennis     | 1     |
| 13 | Róma        | Mitch Evans        | Mitch Evans         | Mitch Evans            | Jaguar TCS Racing                | Nick Cassidy    | 5     |
| 14 | Róma        | Jake Dennis        | Jean-Éric Vergne[e] | Jake Dennis            | Avalanche Andretti Formula E     | Jake Dennis     | 24    |
| 15 | London      | Mitch Evans[f]     | André Lotterer[g]   | Mitch Evans            | Jaguar TCS Racing                | Jake Dennis     | 34    |
| 16 | London      | Nick Cassidy       | Jake Dennis         | Nick Cassidy           | Envision Racing                  | Jake Dennis     | 30    |

- ↑ A:  - A leggyorsabb körért járó pontot Norman Nato kapta, mivel Nico Müller a legjobb 10-en kívül zárt.
- ↑ B:  - A leggyorsabb körért járó pontot André Lotterer kapta, mivel Jake Dennis a legjobb 10-en kívül zárt.
- ↑ C:  - A leggyorsabb körért járó pontot Maximilian Günther kapta, mivel Sébastien Buemi a legjobb 10-en kívül zárt.
- ↑ D:  - A leggyorsabb körért járó pontot Nick Cassidy kapta, mivel Sébastien Buemi a legjobb 10-en kívül zárt.
- ↑ E:  - A leggyorsabb körért járó pontot Jake Dennis kapta, mivel Jean-Éric Vergne a legjobb 10-en kívül zárt.
- ↑ F:  - A pole-pozíciót Mitch Evans szerezte meg és a vele járó három pontot, de mivel az előző futamról magával hozott öt rajthelyes büntetése miatt Nick Cassidy indult az első helyről.
- ↑ G:  - A leggyorsabb körért járó pontot Jake Hughes kapta, mivel André Lotterer a legjobb 10-en kívül zárt.

### Versenyzők
| Helyezés | 1. | 2. | 3. | 4. | 5. | 6. | 7. | 8. | 9. | 10. | Pole | LK |
| Pont     | 25 | 18 | 15 | 12 | 10 | 8  | 6  | 4  | 2  | 1   | 3    | 1  |

| Helyezés | Versenyző              | Rajt- szám | MEX | DIR | DIR | HAI | FOK | SAP | BER | BER | MON | JAK | JAK | POR | ROM | ROM | LON | LON | Pont |
| -------- | ---------------------- | ---------- | --- | --- | --- | --- | --- | --- | --- | --- | --- | --- | --- | --- | --- | --- | --- | --- | ---- |
| 1        | Jake Dennis            | 27         | 1   | 2   | 2   | 16  | 13  | Ki  | 18  | 2   | 3   | 2   | 2   | 2   | 4   | 1   | 2   | 3   | 229  |
| 2        | Nick Cassidy           | 37         | 9   | 6   | 13  | 2   | 3   | 2   | 5   | 1   | 1   | 7   | 18  | 1   | 2   | 14  | Ki  | 1   | 199  |
| 3        | Mitch Evans            | 9          | 8   | 10  | 7   | Ki  | 11  | 1   | 1   | 4   | 2   | Ki  | 3   | 4   | 1   | Ki  | 1   | 2   | 197  |
| 4        | Pascal Wehrlein        | 94         | 2   | 1   | 1   | 4   | Ki  | 7   | 6   | 7   | 10  | 1   | 6   | 8   | 9   | 7   | 9   | 10  | 149  |
| 5        | Jean-Éric Vergne       | 25         | 12  | 7   | 16  | 1   | 2   | 5   | 7   | 3   | 7   | 5   | 16  | 11  | 5   | 15  | Ki  | 22  | 107  |
| 6        | Sébastien Buemi        | 16         | 6   | 4   | 6   | 15  | 5   | 10  | 4   | 20  | 8   | 20  | 10  | 5   | Ki  | 5   | 3   | 6   | 105  |
| 7        | Maximilian Günther     | 7          | 11  | Vi  | 19  | 13  | Ki  | 11  | 3   | 6   | Ki  | 3   | 1   | 6   | 3   | 6   | 12  | 14  | 101  |
| 8        | Sam Bird               | 10         | Ki  | 3   | 4   | Ki  | Ni  | 3   | 2   | 19  | 16  | 21  | Ni  | 17  | Ki  | 3   | 4   | 7   | 95   |
| 9        | António Félix da Costa | 13         | 7   | 18  | 11  | 3   | 1   | 4   | Ki  | 5   | 15  | 8   | 7   | 3   | Ki  | 12  | 16  | 16  | 93   |
| 10       | Norman Nato            | 17         | Ki  | 12  | 14  | 7   | 8   | Ki  | 13  | 16  | 18  | 12  | 5   | 9   | 7   | 2   | 8   | 4   | 63   |
| 11       | Stoffel Vandoorne      | 1          | 10  | 11  | 20  | 8   | 7   | 6   | Ki  | 8   | 9   | 4   | 9   | 12  | 11  | 8   | 11  | 5   | 56   |
| 12       | Jake Hughes            | 5          | 5   | 8   | 5   | Ki  | 10  | 8   | Ki  | 18  | 5   | 10  | Ki  | 18  | Ni  | 11  | 10  | 19  | 48   |
| 13       | René Rast              | 58         | Ki  | 5   | 3   | Ki  | 4   | 9   | 17  | 13  | 17  | 15  | 15  | 14  | Ki  | 13  | 14  | 12  | 40   |
| 14       | Edoardo Mortara        | 48         | Ki  | Ki  | 9   | 10  | Ki  | Ki  | 9   | 22  | 11  | 6   | 8   | Ki  | Ki  | 4   | 5   | 11  | 39   |
| 15       | Lucas di Grassi        | 11         | 3   | 13  | 15  | 14  | Vi  | 13  | 11  | 12  | 12  | 14  | 14  | 7   | Ki  | Ki  | 6   | 18  | 32   |
| 16       | Sacha Fenestraz        | 23         | 15  | 17  | 8   | 12  | Hn  | Ki  | 12  | 11  | 4   | 19  | 4   | 15  | 10  | 16  | Ki  | 15  | 32   |
| 17       | Dan Ticktum            | 33         | 17  | 14  | 10  | Ki  | 6   | 17  | Ki  | 10  | 6   | 13  | 11  | 13  | 13  | 9   | 7   | 9   | 28   |
| 18       | André Lotterer         | 36         | 4   | 9   | 12  | 9   | 9   | 12  | 8   | 21  | Ki  |     |     | 19  | Ki  | Ki  | 13  | 21  | 23   |
| 19       | Nico Müller            | 51         | 14  | Ki  | Ki  | 11  | Vi  | Ki  | 15  | 9   | Ki  | 11  | 12  | Ki  | 6   | 10  | Ki  | 8   | 15   |
| 20       | Sérgio Sette Câmara    | 3          | 16  | 15  | 17  | 5   | 12  | 16  | 16  | 15  | 14  | 17  | Ni  | 16  | 8   | Ki  | Kiz | 13  | 14   |
| 21       | Oliver Rowland         | 8          | 13  | 19  | Ki  | 6   | Vi  | 15  | 10  | 14  | Ki  |     |     |     |     |     |     |     | 9    |
| 22       | Robin Frijns           | 4          | Ki  |     |     |     |     | 14  | 14  | 17  | 13  | 9   | 13  | 10  | Ki  | Ki  | Ki  | 17  | 6    |
| 23       | Roberto Merhi          | 8          |     |     |     |     |     |     |     |     |     | 18  | 17  | Ki  | 12  | Ki  | 15  | 20  | 0    |
| 24       | Kelvin van der Linde   | 4          |     | 16  | 18  | Ki  | Vi  |     |     |     |     |     |     |     |     |     |     |     | 0    |
| 25       | David Beckmann         | 36         |     |     |     |     |     |     |     |     |     | 16  | Ki  |     |     |     |     |     | 0    |
| Helyezés | Versenyző              | Rajt- szám | MEX | DIR | DIR | HAI | FOK | SAP | BER | BER | MON | JAK | JAK | POR | ROM | ROM | LON | LON | Pont |

| Szín       | Eredmény                                          |
| ---------- | ------------------------------------------------- |
| Arany      | Győztes                                           |
| Ezüst      | 2. helyezett                                      |
| Bronz      | 3. helyezett                                      |
| Zöld       | Pontot szerzett                                   |
| Kék        | Pont nélkül vagy helyezetlenül ért célba (nc, hn) |
| Lila       | Nem ért célba (ret, ki)                           |
| Piros      | Nem kvalifikálta magát (dnq, nk)                  |
| Piros      | Nem előkvalifikálta magát (dnpq, nek)             |
| Fekete     | Diszkvalifikálták (dsq, kiz)                      |
| Szürke     | Eltiltott, más pilóta versenyzett helyette (et)   |
| Fehér      | Nem indult (dns, ni)                              |
| Világoskék | Pénteki tesztpilóta (td, tp)                      |
| Üres       | Visszalépett (vi)                                 |
| Üres       | Nem gyakorolt (dnp, ne)                           |
| Üres       | Beteg vagy sérült volt (inj, bet, sér, EÜ)        |
| Üres       | Kizárt (ex, kiz)                                  |
| Üres       | Nem érkezett meg (dna, nj)                        |
| Üres       | Törölt futam (T)                                  |

### Csapatok
| Helyezés | Csapat                           | Rajt- szám | MEX | DIR | DIR | HAI | FOK | SAP | BER | BER | MON | JAK | JAK | POR | ROM | ROM | LON | LON | Pont |
| -------- | -------------------------------- | ---------- | --- | --- | --- | --- | --- | --- | --- | --- | --- | --- | --- | --- | --- | --- | --- | --- | ---- |
| 1        | Envision Racing                  | 16         | 6   | 4   | 6   | 15  | 5   | 10  | 4   | 20  | 8   | 20  | 10  | 5   | Ki  | 5   | 3   | 6   | 304  |
| 1        | Envision Racing                  | 37         | 9   | 6   | 13  | 2   | 3   | 2   | 5   | 1   | 1   | 7   | 18  | 1   | 2   | 14  | Ki  | 1   | 304  |
| 2        | Jaguar TCS Racing                | 9          | 8   | 10  | 7   | Ki  | 11  | 1   | 1   | 4   | 2   | Ki  | 3   | 4   | 1   | Ki  | 1   | 2   | 292  |
| 2        | Jaguar TCS Racing                | 10         | Ki  | 3   | 4   | Ki  | Ni  | 3   | 2   | 19  | 16  | 21  | Ni  | 17  | Ki  | 3   | 4   | 7   | 292  |
| 3        | Avalanche Andretti Formula E     | 27         | 1   | 2   | 2   | 16  | 13  | Ki  | 18  | 2   | 3   | 2   | 2   | 2   | 4   | 1   | 2   | 3   | 252  |
| 3        | Avalanche Andretti Formula E     | 36         | 4   | 9   | 12  | 9   | 9   | 12  | 8   | 21  | Ki  | 16  | Ki  | 19  | Ki  | Ki  | 13  | 21  | 252  |
| 4        | TAG Heuer Porsche Formula E Team | 13         | 7   | 18  | 11  | 3   | 1   | 4   | Ki  | 5   | 15  | 8   | 7   | 3   | Ki  | 12  | 16  | 16  | 242  |
| 4        | TAG Heuer Porsche Formula E Team | 94         | 2   | 1   | 1   | 4   | Ki  | 7   | 6   | 7   | 10  | 1   | 6   | 8   | 9   | 7   | 9   | 10  | 242  |
| 5        | DS Penske                        | 1          | 10  | 11  | 20  | 8   | 7   | 6   | Ki  | 8   | 9   | 4   | 9   | 12  | 11  | 8   | 11  | 5   | 163  |
| 5        | DS Penske                        | 25         | 12  | 7   | 16  | 1   | 2   | 5   | 7   | 3   | 7   | 5   | 16  | 11  | 5   | 15  | Ki  | 22  | 163  |
| 6        | Maserati MSG Racing              | 7          | 11  | Vi  | 19  | 13  | Ki  | 11  | 3   | 6   | Ki  | 3   | 1   | 6   | 3   | 6   | 12  | 14  | 140  |
| 6        | Maserati MSG Racing              | 48         | Ki  | Ki  | 9   | 10  | Ki  | Ki  | 9   | 22  | 11  | 6   | 8   | Ki  | Ki  | 4   | 5   | 11  | 140  |
| 7        | Nissan Formula E Team            | 17         | Ki  | 12  | 14  | 7   | 8   | Ki  | 13  | 16  | 18  | 12  | 5   | 9   | 7   | 2   | 8   | 4   | 95   |
| 7        | Nissan Formula E Team            | 23         | 15  | 17  | 8   | 12  | Hn  | Ki  | 12  | 11  | 4   | 19  | 4   | 15  | 10  | 16  | Ki  | 15  | 95   |
| 8        | Neom McLaren Formula E Team      | 5          | 5   | 8   | 5   | Ki  | 10  | 8   | Ki  | 18  | 5   | 10  | Ki  | 18  | Ni  | 11  | 10  | 19  | 88   |
| 8        | Neom McLaren Formula E Team      | 58         | Ki  | 5   | 3   | Ki  | 4   | 9   | 17  | 13  | 17  | 15  | 15  | 14  | Ki  | 13  | 14  | 12  | 88   |
| 9        | NIO 333 FE Team                  | 3          | 16  | 15  | 17  | 5   | 12  | 16  | 16  | 15  | 14  | 17  | Ni  | 16  | 8   | Ki  | Kiz | 13  | 42   |
| 9        | NIO 333 FE Team                  | 33         | 17  | 14  | 10  | Ki  | 6   | 17  | Ki  | 10  | 6   | 13  | 11  | 13  | 13  | 9   | 7   | 9   | 42   |
| 10       | Mahindra Racing                  | 8          | 13  | 19  | Ki  | 6   | Vi  | 15  | 10  | 14  | Ki  | 18  | 17  | Ki  | 12  | Ki  | 15  | 20  | 41   |
| 10       | Mahindra Racing                  | 11         | 3   | 13  | 15  | 14  | Vi  | 13  | 11  | 12  | 12  | 14  | 14  | 7   | Ki  | Ki  | 6   | 18  | 41   |
| 11       | ABT CUPRA Formula E Team         | 4          | Ki  | 16  | 18  | Ki  | Vi  | 14  | 14  | 17  | 13  | 9   | 13  | 10  | Ki  | Ki  | Ki  | 17  | 21   |
| 11       | ABT CUPRA Formula E Team         | 51         | 14  | Ki  | Ki  | 11  | Vi  | Ki  | 15  | 9   | Ki  | 11  | 12  | Ki  | 6   | 10  | Ki  | 8   | 21   |
| Helyezés | Csapat                           | Rajt- szám | MEX | DIR | DIR | HAI | FOK | SAP | BER | BER | MON | JAK | JAK | POR | ROM | ROM | LON | LON | Pont |